# Насими Кухсор
Насими Кухсор (тадж. Насими Кӯҳсор; до 2008 года — Тургок) — село в районе Рудаки Республики Таджикистан. Входит в состав джамоата (сельской общины) Эсанбой района Рудаки.
Находится на расстоянии 80 км от райцентра (пгт. Сомониён) и 20 км от центра общины (село Эсанбой).
Население — 1103 чел. (2017).